# Moneyball
Moneyball és una pel·lícula dramàtica estatunidenca de 2011 dirigida per Bennett Miller amb Brad Pitt, Jonah Hill, Philip Seymour Hoffman, Robin Wright, Chris Pratt i Casey Bond. Està basat en la història de Billy Beane, mànager general dels Oakland Athletics, que va assajar crear un equip de beisbol competitiu en la Major League Baseball malgrat les dificultats financeres de la franquícia.
El film, basat en la novel·la Moneyball: The Art of Winning an Unfair Game de Michael Lewis, es va estrenar el 2011. Era al cartell del Festival Internacional de Cinema de Toronto el 2011

## Argument
La història posa en escena Billy Beane (Brad Pitt) que arriba com mànager general en l'equip de beisbol dels Oakland Athletics. Amb el seu ajudant fa servir un enfocament estadístic anomenat sabermetric amb l'objectiu de fundar un grup competitiu amb un pressupost molt restringit respecte a les grans franquícies de la Major League Baseball.

## Repartiment
- Brad Pitt: Billy Beane, mànager general dels Oakland Athletics
- Jonah Hill: Peter Brand, ajudant del mànager general de Billy Beane
- Philip Seymour Hoffman: Art Howe, mànager dels Oakland Athletics
- Kerris Dorsey: Casey Beane, la filla de Billy i de Sharon
- Chris Pratt: Scott Hatteberg, primer base dels A's
- Casey Bond: Chad Bradford, llançador dels A's
- Stephen Bishop: David Justice, camp exterior dels A's
- Vyto Ruginis: Pittaro
- Reed Diamond: Mark Shapiro
- Robin Wright: Sharon
- Ken Medlock: Grady Fuson
- Brent Jennings: Ron Washington
- Nick Searcy: Matt Keough

## Producció
El guió original de la pel·lícula va ser escrit per Stan Chervin, Steven Soderbergh reemplaçant David Frankel com a director. Soderbergh es va retirar perquè havia de rodar la pel·lícula Contagi.
El 19 juny de 2009, alguns dies abans de començar el rodatge, Sony Pictures Entertainment deixa el futur de la pel·lícula en suspens. La pel·lícula requereix elements considerats com no tradicionals per a una pel·lícula esportiva com les entrevistes amb els verdaders jugadors. Soderbergh és doncs reemplaçat per Bennett Miller, el guió és reescrit per Aaron Sorkin després treballat per Steven Zaillian. El paper de Paul DePodesta, atribuït en principi a Demetri Martin, serà finalment interpretat per Jonah Hill.
El rodatge comença el juliol del 2010 i la pel·lícula s'estrena als cinemes als Estats Units el 23 setembre de 2011.

## Premis i nominacions

### Nominacions
- 2012. Oscar a la millor pel·lícula
- 2012. Oscar al millor actor per Brad Pitt
- 2012. Oscar al millor actor secundari per Jonah Hill
- 2012. Oscar al millor guió adaptat per Stan Chervin, Aaron Sorkin i Steven Zaillian
- 2012. Oscar al millor muntatge per Christopher Tellefsen
- 2012. Oscar al millor so per Deb Adair, Ron Bochar, David Giammarco i Ed Novick
- 2012. Globus d'Or a la millor pel·lícula dramàtica
- 2012. Globus d'Or al millor actor dramàtic per Brad Pitt
- 2012. Globus d'Or al millor actor secundari per Jonah Hill
- 2012. Globus d'Or al millor guió per Aaron Sorkin i Steven Zaillian
- 2012. BAFTA al millor actor per Brad Pitt
- 2012. BAFTA al millor actor secundari per Jonah Hill
- 2012. BAFTA al millor guió adaptat per Aaron Sorkin i Steven Zaillian